# Proampheres serratus
Genre
Espèce
Synonymes
- Ampheres serratus C. L. Koch, 1839

Proampheres serratus, unique représentant du genre Proampheres, est une espèce d'opilions laniatores de la famille des Gonyleptidae.

## Distribution
Cette espèce est endémique du Brésil.

## Description
Le mâle décrit par Roewer en 1913 mesure 6,5 mm.

## Systématique et taxinomie
Cette espèce a été décrite sous le protonyme Ampheres serratus par Koch en 1839. Elle est placée dans le genre Proampheres par Roewer en 1913.

## Publications originales
- C. L. Koch, 1839 : Die Arachniden: Getreu nach der Natur abgebildet und beschrieben. vol. 5, p. 1–158 (texte intégral).
- Roewer, 1913 : « Die Familie der Gonyleptiden der Opiliones-Laniatores. » Archiv für Naturgeschichte, sér. A, vol. 79, no 4, p. 1–256 (texte intégral).